# Henk Evers (atleet)
Henk Evers (Oranjewoud, 5 oktober 1939) is een voormalige Nederlandse atleet, die aanvankelijk verschillende atletiekonderdelen beoefende. Na zijn militaire diensttijd specialiseerde hij zich in het ver- en hink-stap-springen.

## Biografie

### Voorgeschiedenis
De familie waaruit Henk Evers is voortgekomen, kent een opmerkelijke voorgeschiedenis.  De voorouders van Evers zijn namelijk nazaten van de Maatschappij van Weldadigheid, een maatschappij die in 1818 werd opgericht door generaal Johannes van den Bosch en die in het leven was geroepen om armoedige gezinnen na de Franse overheersing te helpen. Daartoe had Van den Bosch in Drenthe een stuk woeste grond aangekocht, die hij door de armen liet ontginnen om hen op die manier een kans te geven om een nieuw bestaan op te bouwen. Tot die gezinnen behoorde de oorspronkelijk in Arnhem woonachtige familie Evers, die rond 1836 naar Frederiksoord, het bestuurlijke centrum van de maatschappij, was verhuisd. Na het volgen van de tuinbouwschool in Frederiksoord trad de grootvader van Evers als tuinman in dienst bij een rijke familie in Heerenveen. Later kocht hij een huis en een perceel grond in Oranjewoud en daar werd, een half jaar voor het uitbreken van de Tweede Wereldoorlog, Henk Evers geboren.

### Eerst schooldiploma, daarna atletiek
Aanvankelijk koos Evers ervoor om zich op sportief gebied te bekwamen in de gymnastiek bij De Jonge Spartaan en speelde hij voetbal bij VV Heerenveen. Bij nader inzien prefereerde hij echter de atletieksport, maar pas nadat zijn schooltijd op de ULO erop zat en hij zijn diploma had behaald, kreeg hij van zijn vader toestemming om lid te worden van AV'55 in Heerenveen. Daar probeerde hij in eerste instantie alle onderdelen uit. Zijn eerste Friese record vestigde hij in 1958 als A-junior op de 300 m in 37,2 s. 
Tijdens zijn militaire diensttijd bij de commando's, eerst in Vught, later in Roosendaal, kwam onder meer de aanleg van Evers voor het hink-stap-springen aan het licht. Met een afstand van 13,60 m werd hij zelfs eenmaal militair kampioen. Daarnaast werd hij veldloopkampioen van Friesland op de korte cross.

### Titels en records
Ten slotte was het in 1961 zijn Friese record van 13,83 m bij het hink-stap-springen dat Evers een plaats in de Nederlandse atletiekploeg bezorgde. Daarna volgden niet alleen de interlands elkaar snel op, maar ook de nationale titels, want vanaf 1961 was hij vier jaar lang de onbetwiste kampioen van Nederland bij het hink-stap-springen, waarop hij in de jaren zestig in totaal zes nationale titels vergaarde. Bovendien verbeterde hij in 1963 het uit 1927(!) stammende Nederlandse record van Wim Peters van 15,48, eerst naar 15,61 en vervolgens naar 15,64. Saillant detail is, dat diezelfde Wim Peters jarenlang de trainer is geweest van de bijna twee meter lange atleet.  
Op basis van de geleverde hink-stap-sprong-prestaties werd Evers in 1964 opgenomen in de voorselectie voor de Olympische Spelen van Tokio, want de kwalificatielimiet van 15,80 werd haalbaar geacht. Bij de eerste de beste wedstrijd in Gent in 1964 raakte hij echter geblesseerd aan zijn rechtervoet, doordat hij bij de hink zijn enkel verzwikte. De blessure zette een streep door de olympische ambities van de Fries.

### Estafettesuccessen
Naast een grote sprongkracht beschikte Henk Evers ook over veel sprintsnelheid, die hij voornamelijk inzette in estafetteverband. Voor GVAV-Rapiditas in Groningen, de atletiekclub waarnaartoe hij inmiddels was overgestapt, maakte hij vele malen deel uit van het team op de 4 x 400 m estafette. Op de estafettekampioenschappen veroverde GVAV-Rapiditas, met Evers in de gelederen, twee nationale titels en driemaal werd in die samenstelling een nationaal record voor clubteams gevestigd. Via 3.19,1 in 1964 en 3.16,9 in 1966 werd het ten slotte 3.14,7 in 1967. Dit laatste record bleef ruim veertien jaar onaangetast. Ter vergelijking, het Nederlandse record op de 4 x 400 m voor nationale teams stond in 1967 op 3.08,9.

### Afscheid
In 1969 nam Henk Evers, inmiddels teruggekeerd naar zijn vroegere atletiekclub AV'55, voor het laatst deel aan de Nederlandse kampioenschappen. Met een vierde plaats bij het hink-stap-springen nam hij afscheid van de topatletiek.

### Privé
Henk Evers werkte aanvankelijk bij de Rotterdamsche Bank, maar trad in 1961 in dienst van het ingenieursbureau Oranjewoud, waar hij zich ontwikkelde tot landmeter. 

## Nederlandse kampioenschappen
| Onderdeel          | Jaar                               |
| ------------------ | ---------------------------------- |
| hink-stap-springen | 1961, 1962, 1963, 1964, 1966, 1968 |
| 4 x 100 m          | 1966, 1967                         |

## Records

### Persoonlijke records
| Onderdeel          | Prestatie       | Datum        | Plaats    |
| ------------------ | --------------- | ------------ | --------- |
| verspringen        | 7,40 m          | 18 juni 1967 | Utrecht   |
| hink-stap-springen | 15,64 m (ex-NR) | 27 juli 1963 | Innsbruck |

### Nederlandse records
| Onderdeel          | Prestatie | Datum        | Plaats     |
| ------------------ | --------- | ------------ | ---------- |
| hink-stap-springen | 15,61 m   | 8 juni 1963  | Billingham |
|                    | 15,64 m   | 27 juli 1963 | Innsbruck  |

## Palmares

### hink-stap-springen
- 1961: 4e Zeslandenwedstrijd in Parijs – 14,32 m
- 1961:  NK te Vlaardingen – 14,05 m
- 1961:  Interl. Ned. – België – 13,96 m
- 1961: 4e Interl. Frankrijk B – Ned. – 14,00 m
- 1962:  Interl. België – Ned. – Mittelrhein – 14,30 m
- 1962:  Interl. Denemarken – Ned. – 14,97 m
- 1962:  NK te Amsterdam – 14,10 m
- 1962:  Interl. Ned. – Frankrijk B – 14,47 m
- 1963:  Interl. Groot-Brittannië-Benelux – 15,61 m (NR)
- 1963:  Interl. Ned.-België-Mittelrhein – 14,98 m
- 1963:  Interl. Noorwegen-Ned. – 15,47 m
- 1963:  Zeslandenwedstrijd in Enschede – 15,50 m
- 1963:  Interl. Frankrijk-Ned. – 15,33 m
- 1963:  Interl. Oostenrijk-Ned. – 15,64 m (NR)
- 1963:  NK te Rotterdam – 14,45 m
- 1964:  Interl. Benelux-Groot-Brittannië – 15,44 m
- 1964:  Interl. Mittelrhein-België-Ned. – 14,72 m
- 1964:  Interl. Ned.-Oostenrijk – 14,99 m
- 1964: 4e Interl. Noorwegen-Benelux – 14,72 m
- 1964:  NK te Beverwijk – 14,85 m
- 1964:  Interl. Ned.-Denemarken – 15,17 m
- 1966:  Interl. België-Ned.-Zwitserland – 14,62 m
- 1966:  NK te Amsterdam – 14,47 m
- 1966:  Interl. Ned.-Denemarken-België – 14,45 m
- 1967:  Interl. Denemarken-Ned. – 15,37 m
- 1967:  Interl. Oostenrijk-Ned. – 15,10 m
- 1967: 6e Europa-Cup halve finale te Otrava – 14,50 m
- 1967:  NK te Rotterdam – 14,43 m
- 1968:  Interl. België-Ned.-Griekenland – 14,70 m
- 1968: 4e Zeslandenwedstrijd te Brescia – 14,78 m
- 1968:  NK te Groningen – 15,08 m
- 1969: 4e NK te Groningen – 14,52 m

### verspringen
- 1962:  NK te Amsterdam – 6,94 m
- 1963:  Interl.  Ned.-België-Mittelrhein – 7,19 m
- 1963:  Interl. Noorwegen-Ned. – 7,25 m
- 1963:  Interl. Oostenrijk-Ned. – 7,28 m
- 1963:  NK te Rotterdam – 7,16 m
- 1967: 6e Europa-Cup halve finale te Ostrava – 7,07 m
- 1967: 5e NK te Rotterdam – 6,93 m
- 1968:  NK te Groningen – 7,06 m

### 4 x 400 m
- 1966:  NK estafettes te Utrecht - 3.17,5
- 1967:  NK estafettes te Amsterdam - 3.14,7 (NR)

## Onderscheidingen
- KNAU-atleet van het jaar - 1963